# Król włóczęgów
Król włóczęgów (ang. The Vagabond King) – amerykański film z 1930 w reżyserii Ludwiga Bergera oraz Ernsta Lubitscha. Fabuła filmu została oparta na podstawie operetki o tej samej nazwie z 1925.

## Obsada
- Dennis King jako François Villon
- Jeanette MacDonald jako Katherine
- O. P. Heggie jako Król Ludwik XI
- Lillian Roth jako Huguette
- Warner Oland jako Thibault
- Arthur Stone jako Oliver, golibroda
- Tom Ricketts jako Astrolog
- Lawford Davidson jako Tristan
- Christian J. Frank jako Kat

## Nagrody i nominacje
| Nazwa nagrody                     | Wygrane            | Nominacje                               |
| --------------------------------- | ------------------ | --------------------------------------- |
| Nagroda Akademii Filmowej (Oscar) | 1930 bez rezultatu | 1930 Najlepsza scenografia: Hans Dreier |